# 홍기용
홍기용(Hong Ki-yong, 洪起用)은 충청북도 충주에서 출생했으며, 현재 인천대학교 경영학부 교수로 재직중이다. 이외에 현재, (사)한국납세자연합회 명예회장, (사)한국감사인연합회 명예회장, (사)한국세무학회 고문 및 한국복지경영학회 명예회장으로 겸직중이다.

## 경력
- 1995.03~현재, 인천대학교 경영대학 경영학부 교수[1][2]
- 2016.07~ 2018.07, 인천대학교 경영대학장, 경영대학원장[3][4]
- 2014.12~2016.11, 사단법인 한국감사인연합회 회장[5]
- 2016.01~ 2017.01, 사단법인 한국세무학회 회장[6][7]
- 2011.5~ 2013.12 한국복지경영학회 회장[8][9]
- 2008.03~현재, 사단법인 대한경영학회 부회장[10]
- 2017.01~2018.01, 전국국공립대학교 경영대학장 협의회 회장[11]
- 2010.01~2014.01, 사단법인 한국납세자연합회 회장(제6대, 제7대)[12][13]
- 2020.01~2022.08, 사단법인 한국납세자연합회 회장(제11대, 제12대)